# Božejov

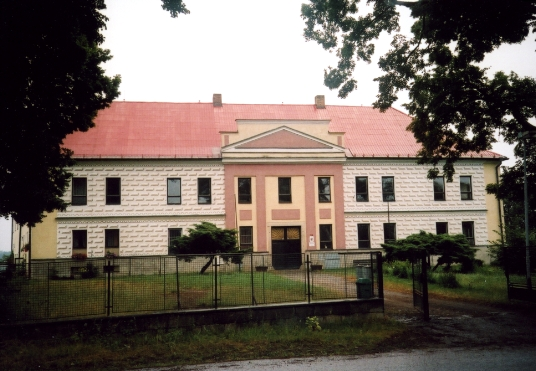
Schloss in Božejov/Boschejow

Božejov (deutsch Boschejow) ist ein Flecken in Tschechien. Er liegt neun Kilometer südwestlich von Pelhřimov und gehört zum Okres Pelhřimov.

## Geographie
Božejov befindet sich in der Böhmisch-Mährischen Höhe auf einem Höhenzug zwischen den Tälern der Hejlovka und des Střítežský potok. Durch Božejov führt die Staatsstraße 34 / E 551 zwischen Pelhřimov und Jindřichův Hradec, an der derzeit eine Ortsumfahrung errichtet wird. Südlich erhebt sich der Heřmanský kopec (674 m).
Nachbarorte sind Ústrašín im Norden, Libkova Voda im Nordosten, Čelistná im Osten, Vlásenice-Drbohlavy im Südosten, Drážďany und Pelec im Süden, Nová Ves im Südwesten, Střítež im Westen sowie Bor im Nordwesten.

## Geschichte
Božejov entstand zu Beginn des 13. Jahrhunderts. Die erste urkundliche Erwähnung des Ortes erfolgte im Jahre 1352. Im Jahre 2006 wurde Božejov zum Městys erhoben.

## Gemeindegliederung
Die Gemeinde Božejov besteht aus den Ortsteilen Božejov (Boschejow) und Nová Ves (Neudorf).

## Sehenswürdigkeiten
- Kirche St. Anna mit Friedhof, westlich von Božejov, erbaut 1784
- Kirche St. Georg, auf dem Markt, das ehemals gotische Bauwerk wurde im 17. Jahrhundert barock umgestaltet
- Kapelle am Friedhof, 1784 errichtet
- Pfarrhaus
- Kapelle in Nová Ves
- Schloss Božejov, an Stelle einer im 15. Jahrhundert errichteten Burg wurde im 16. und 17. Jahrhundert ein Schloss errichtet, das heute die Grundschule beherbergt